# Екатеринославский политехнический институт
Екатеринославский политехнический институт (также Екатеринославский еврейский политехнический институт) — частное высшее учебное заведение Российской империи.

## История

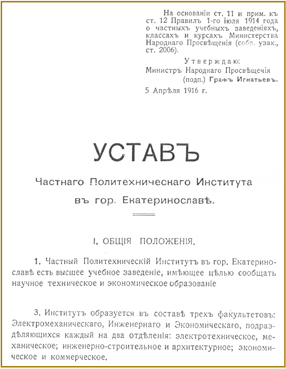
Устав Екатеринолавского Политехнического института

Городская общественность Екатеринослава в 1916 году обсуждала вопрос об открытии в городе четырёх вузов ‒ классического университета, политехнического, транспортного и сельскохозяйственного институтов. Первым был реализован проект политехнического института, который начал свою работу 31 января 1917 года, однако устав этого учебного заведения был подписан министром народного просвещения России графом П. М. Игнатьевым 5 апреля 1916 года. В числе учредителей нового институт были А. А. Пресс и Л. Г. Рабинович.
При существенной помощи преподавателей Екатеринославского горного института и частичного использования его материально-технической базы, организаторы Политехнического института смогли наладить работу своего вуза и объявить первый набор студентов уже в августе 1916 года. Многочисленные дела студентов первого набора хранятся в фондах Днепропетровского государственного областного архива и датированы августом 1916 ‒ январем 1917 года. Всего в фондах архива хранится 2661 дело студентов и преподавателей Екатеринославского политехнического института, которые свидетельствуют о его активности на протяжении 1916‒1921 годов. Эволюция названий вуза такова: в 1918 году он был известен как Екатеринославский еврейский научный институт и Еврейский научный институт, в 1919 году — снова как Екатеринославский политехнический институт, в 1920 году — как Екатеринославский государственный политехнический институт.
В составе института планировалось создать три факультета ‒ электромеханический, инженерный и экономический, но удалось организовать и наладить деятельность только первых двух. Всего в институте в течение 1917‒1920 годов обучалось 1170 студентов (среди которых насчитывалось 107 украинцев и россиян), хотя заявлений было подано значительно больше (1479 ‒ от евреев, 131 ‒ от украинцев и россиян).
Институт разместился в арендованных аудиториях и лабораториях Екатеринославского горного института и ряда других учебных заведений. 
Многие преподаватели Политехнического института совмещали работу в Горном институте. Директором Екатеринославского политехнического института был профессор С. А. Заборовский (действительный статский советник, кавалер орденов Св. Станислава 3-й и 2-й степеней, Св. Анны 3-й и 2-й степени и Св. Владимира 4-й степени).
В апреле 1918 года в Екатеринославе обсуждался устав Еврейской академии (учреждения, в которое планировалось преобразовать Политехнический институт). В результате Политехнический институт был преобразован в Еврейский научный институт. В мае этого же года 1918 года двое представителей института (декан И. Е. Огиевецкий и профессор С. Н. Бернштейн) были делегированы в Киев на Съезд представителей высших учебных заведений Украины. В том же месяце собрание факультетов постановило открыть математический факультет в институте, а его директор С. А. Заборовский предложил внести в устав пункты о праве института присуждать научные степени. После обсуждения собрание постановило, что технические факультеты могут присуждать степень адъюнкта, а факультеты университетского типа — степени магистра и доктора наук.
27 марта 1919 года на экстренных факультетских собраниях была избрана комиссия для подготовки пояснительной записки о необходимости сохранения независимости Екатеринославского еврейского политехнического института — такая необходимость возникла из-за постановления Комитета по делам высших школ об объединении вузов Екатеринослава. Эта резолюция была разослана во все вузы города и, вероятно, этим политехнический институт был спасен от слияния с другими вузами.
После Октябрьской революции, когда началась Гражданская война, информация о деятельности института в течение ноября 1919 года ‒ июня 1921 года представлена в отдельных личных делах преподавателей и студентов, хранящихся в Государственном архиве Днепропетровской области. Известно, что в июле 1921 году механическое и электротехническое отделения Политехнического института были присоединены к Екатеринославскому горному институту. Проректором по учебной работе на новоприсоединенных отделениях стал Г. Е. Евреинов, который также возглавил новую кафедру горной электротехники. Судьба инженерного отделения окончательно не выяснена. Вероятно, что часть его преподавателей (С. А. Заборовский, Г. С. Живов и другие) и студентов перешли в сформированный в 1921 году Екатеринославский вечерний рабочий строительный техникум.
Екатеринославский политехнический институт оставил свой след в образовании Российской империи и современной Украины, являясь в настоящее время
Приднепровской государственной академией строительства и архитектуры.